# Корнел (Илиноис)
Корнел (енгл. Cornell) град је у америчкој савезној држави Илиноис.

## Демографија
По попису из 2010. године број становника је 467, што је 44 (-8,6%) становника мање него 2000. године.
| Група             | 2000.       | 2010.       |
| Белци             | 501 (98,0%) | 438 (93,8%) |
| Афроамериканци    | 2 (0,4%)    | 5 (1,1%)    |
| Азијати           | 0 (0,0%)    | 0 (0,0%)    |
| Хиспаноамериканци | 8 (1,6%)    | 17 (3,6%)   |
| Укупно            | 511         | 467         |